# Use Your Fingers
Use Your Fingers é o álbum de estreia da banda Bloodhound Gang, foi lançado em 1995 pela Cheese Factory Records.

## Faixas
1. "Rip Taylor Is God" – 1:23
2. "We Are The Knuckleheads" – 2:39
3. "Legend In My Spare Time" – 3:05
4. "B.H.G.P.S.A." – 0:22
5. "Mama Say" – 2:59
6. "Kids In America" – 4:23
7. "You're Pretty When I'm Drunk" – 3:56
8. "The Evils Of Placenta Hustling" – 0:19
9. "One Way" – 3:05
10. "Shitty Record Offer" – 0:58
11. "Go Down" – 2:26
12. "Earlameyer The Butt Pirate" – 0:09
13. "No Rest For The Wicked" – 2:50
14. "She Ain't Got No Legs" – 2:28
15. "We Like Meat" – 0:04
16. "Coo Coo Ca Choo" – 2:36
17. "Rang Dang" – 3:02
18. "Nightmare At The Apollo" – 0:56
19. "K.I.D.S. Incorporated" – 2:20
20. Faixa escondida – 0:47